# Klaus von Andrian-Werburg
Klaus von Andrian-Werburg (né le 19 janvier 1930 à Dresde et mort le 17 octobre 2004 à Mayence) est un archiviste et diplomate allemand.

## Biographie
Sa thèse de doctorat est consacrée à la Chancellerie et au système de gouvernement des ducs de Bavière-Munich à la fin du XIVe siècle. Plusieurs de ses ouvrages servent à indexer l'inventaire des petites archives privées et aristocratiques dans le cadre du programme d'inventaire de la Direction générale des archives bavaroises (de). Après avoir travaillé aux Archives d'État de Bamberg (de) et aux Archives d'État de Cobourg (de), il occupe en dernier lieu le poste de directeur général des Archives d'État de Nuremberg (de).
Il est marié à Irmtraud von Andrian-Werburg, qui travaille aux archives du Musée national germanique. Klaus von Andrian-Werburg travaille pendant de nombreuses années aux côtés de Walter von Hueck au Genealogisches Handbuch des Adels .